# Dario Nakić
doc.dr.sc. Dario Nakić (Šibenik, 21. svibnja 1969.), ministar zdravstva Republike Hrvatske u Vladi Tihomira Oreškovića.

## Životopis
Dario Nakić rođen je u Šibeniku 21. svibnja 1969. godine. Godine 1994. diplomirao je na Medicinskom fakultetu u Zagrebu. Pripravnički staž odrađuje u zadarskoj Općoj bolnici od 1994. do 1996. godine, kada je bio i sudionik Domovinskog rata.
Magistar znanosti postao je 2005. godine. Od 2009. do 2012. godine bio je ravnatelj Opće bolnice Zadar.

## Vanjske poveznice
- Službene stranice Vlade RH